# 唃厮啰国
唃厮啰国（藏語：ཙོང་ཁ།，威利转写：tsong kha；1032年－1104年），又称青唐国、青唐吐蕃、青唐蕃部、青唐羌、邈川吐蕃、河湟吐蕃和宗喀國，是吐蕃人唃厮啰在青唐城（今青海省西宁市）建立的政权（也有人认为唃厮啰的政治势力称不上是政权或王朝，只是一个部落联盟）。盛时其疆土东南到三都谷（今甘肃省甘谷县），北接祁连山，南至青海省果洛藏族自治州，西达青海湖。传至溪赊罗撒，1104年被北宋所灭，共传4世5主，72年。

## 歷史

### 立國青唐
唐乾符四年（877年），吐蕃王朝解体，形成许多大小不等的割据势力。10世纪中叶，河湟一帶的吐蕃首领想利用作为活佛赞普及其在民众中的影响力，壮大自己的势力，希望找到一位赞普后人。宋大中祥符元年（1008年），12岁的唃厮啰被商人何郎业贤从高昌磨榆带回河州（今甘肃省临夏市），随后又被河州大姓耸昌厮均移居移公城（今甘肃省夏河县），不久被李立遵劫持到宗哥城（今青海省海东市平安区），尊为赞普，李立遵为论逋（相当于宰相）。
唃厮啰成为赞普后，河湟一带吐蕃诸部纷纷归附。但是李立遵得意忘形，骄奢淫逸，部众开始离析。宋天聖元年（1023年）至宋天聖二年（1024年）间，唃厮啰率众迁移至邈川（今青海省海东市乐都区），以当地首领温逋奇为论逋。宋明道元年（1032年），温逋奇发动政变未遂，唃厮啰将都城迁到青唐城。至此，唃廝囉国被认为立国，是安多地區的第一個藏族政權，并成为原吐蕃土地上最大的政权。

### 臣屬宋朝
宋明道元年八月二十二日（1032年9月29日），宋仁宗封唃廝囉为“宁远大将军、爱州团练使”，并给以优厚的俸禄。
宋景祐二年（1035年），唃廝囉国击败了西夏雄主李元昊的入侵。
宋康定二年（1041年），宋仁宗又封唃厮啰為“檢校太保充保順、河西等軍節度使”，与其同盟抵抗西夏。此後，唃厮啰的子孫繼承人董氈、阿里骨、瞎征、陇拶、溪赊罗撒等，世代均曾接受北宋封诰。

### 與宋朝衝突
宋熙寧五年（1072年），王安石为宋宰相后，一改联合唃廝囉国反对西夏的方针，转而希望通过征服唃廝囉国作为跳板进攻西夏。宋军在王韶的率领下于该年占领唃廝囉国熙河地区，这迫使唃廝囉国与西夏联合，出兵攻打北宋的河州，杀其守将。
宋元豐五年二月二十一日（1082年3月23日），北宋被迫与唃廝囉国媾和，进封其主董氈为武威郡王。
宋紹聖三年（1096年），瞎征继位后唃廝囉国乱。宋元符二年（1099年），北宋乘唃廝囉国乱之机，派王愍、王赡进攻唃廝囉国，瞎征及其继任者陇拶相继投降北宋。但是北宋无力控制当地，次年便被迫撤军，封陇拶继任者溪赊罗撒为“西平军节度使、邈川首领”。宋崇寧二年（1103年），北宋再次出兵，灭溪赊罗撒，先在当地扶植傀儡政权。

### 投降歸宋
宋崇寧三年（1104年），北宋結束唃廝囉国祚；宋政和六年（1116年），唃廝囉全境改為北宋的隴右都護府。
北宋在瀕臨崩潰前夕兩度佔領河湟。僅維持了20年統治。宋宣和七年（1125年）以後，金兵大舉南下，宋朝江山危在旦夕，無暇西顧，由陝西經制使錢蓋尋唃廝囉血統封立，以圖為之守邊。有益麻黨征者，是為隴拶之弟。「素為國人信服」，遂命其為「措置湟都事」，賜名趙懷恩，這是北宋在河湟的最後一名命官。宋紹興元年（1131年），金人占河湟。宋紹興四年（1134年），趙懷恩「棄離部族田宅，驅攜老小」來到閬州（今四川省閬中市）投附南宋。宋紹興二十三年七月初六日（1153年7月28日），趙懷恩由熙州觀察使改授「鼎州觀察使，充成都府路兵馬鈐轄」，至死亦未再回到河湟。唃廝囉政權及其後人在河湟地區百多年的統治從此結束。

## 君主列表
| 肖像 | 廟號 | 諡號 | 尊號 | 名諱     | 在世時間              | 在位時間                     | 陵寢 |
| ---- | ---- | ---- | ---- | -------- | --------------------- | ---------------------------- | ---- |
|      | －   | －   | －   | 唃廝囉   | 997年－1065年11月3日  | 1008年－1065年11月3日        |      |
| －   | －   | －   | －   | 董氊     | 1032年－1083年        | 1065年－1083年               | －   |
| －   | －   | －   | －   | 阿里骨   | 1040年－1096年10月1日 | 1087年－1096年10月1日        | －   |
| －   | －   | －   | －   | 瞎征     | ？－1102年6月2日      | 1097年1月20日－1099年9月10日 | －   |
|      | －   | －   | －   | 隴拶     | ？－？                | 1099年9月15日－1099年10月6日 | －   |
|      | －   | －   | －   | 溪賒羅撒 | ？－？                | 1099年－1104年               | －   |